# Gorno Wyrsziło
Gorno Wyrsziło (bułg. Горно Вършило) – wieś w Bułgarii, w obwodzie Pazardżik, w gminie Septemwri. Według danych szacunkowych Ujednoliconego Systemu Ewidencji Ludności oraz Usług Administracyjnych dla Ludności, 15 czerwca 2020 roku miejscowość liczyła 35 mieszkańców.